# Gare de Cité Universitaire
Gare de Cité Universitaire vasútállomás és RER állomás Franciaország fővárosában, Párizsban. A B RER-vonal érinti az állomást.

## Vasútvonalak
Az állomást az alábbi vasútvonalak érintik:
- Ligne de Sceaux

## Kapcsolódó állomások
A vasútállomáshoz az alábbi állomások vannak a legközelebb:
- Gare de Denfert-Rochereau (Gare Aéroport Charles-de-Gaulle 2 TGV, Gare de Mitry - Claye, B RER-vonal)
- Gare de Gentilly (Gare de Saint-Rémy-lès-Chevreuse, Gare de Robinson, B RER-vonal)

## Képek

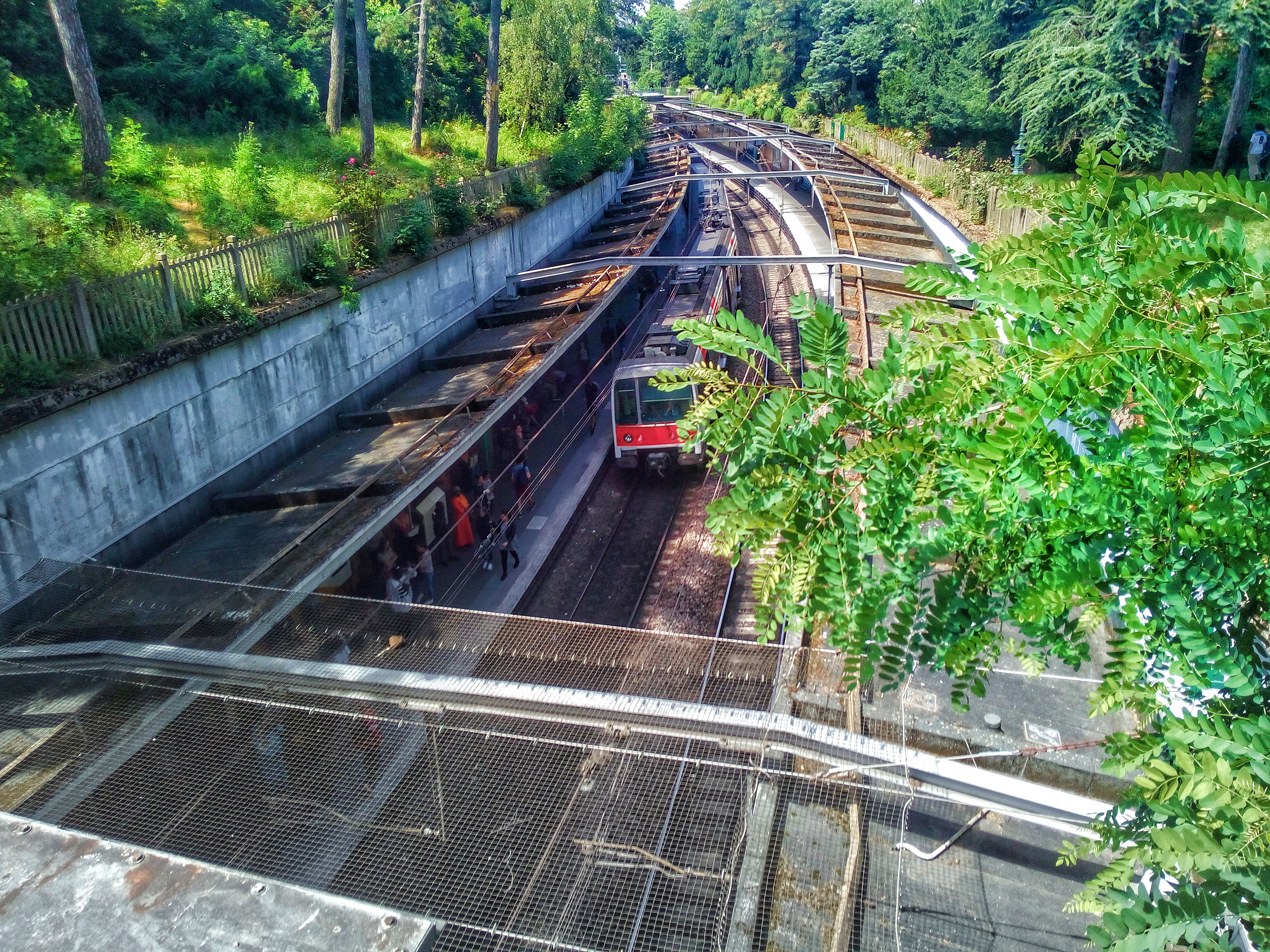
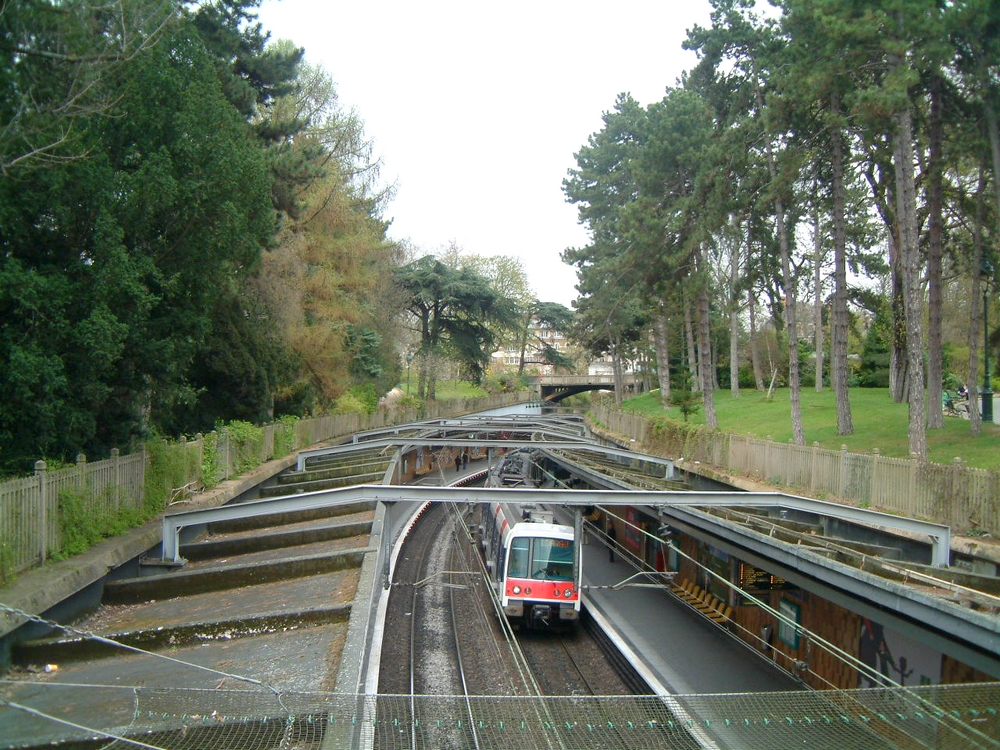
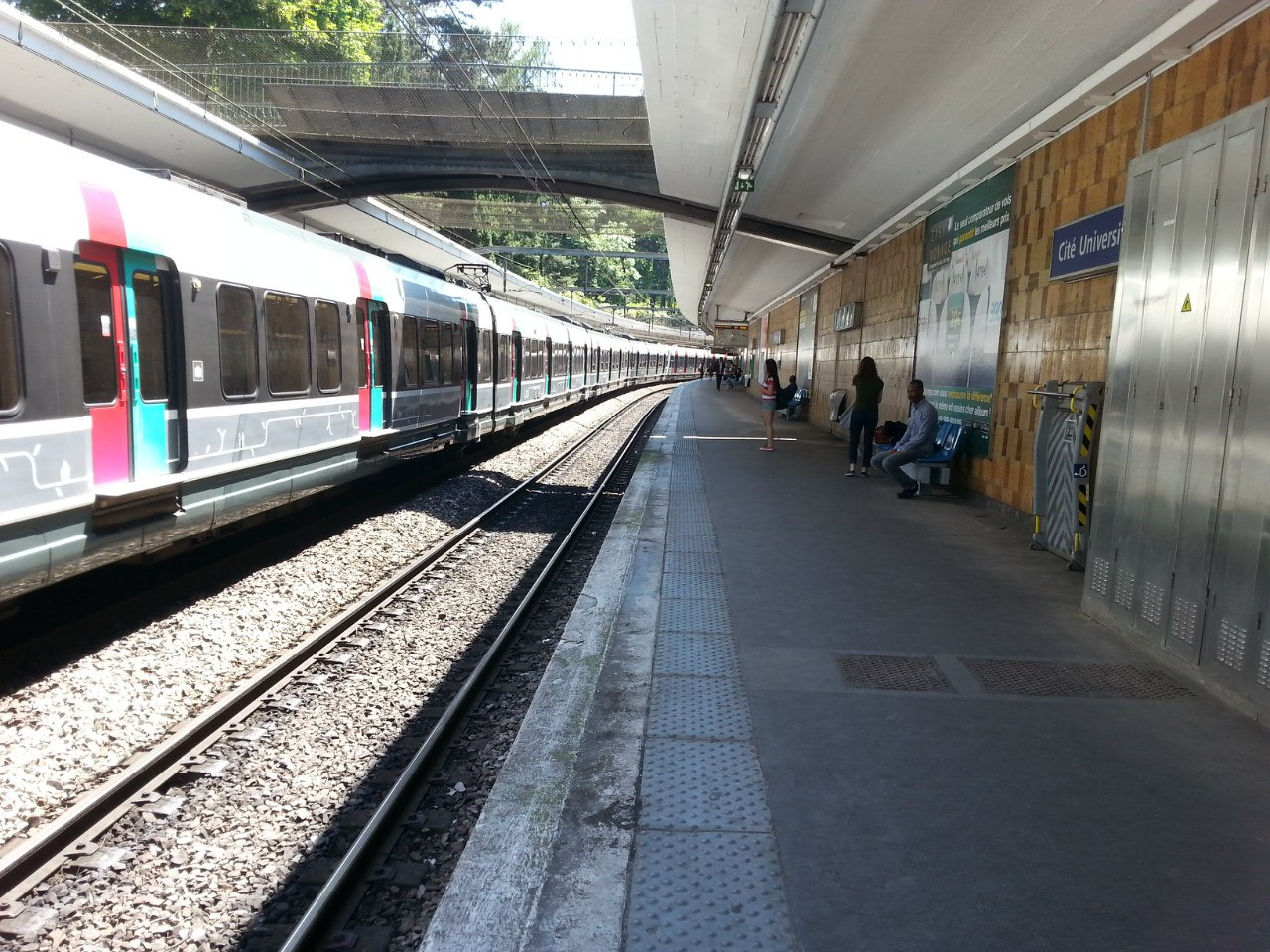
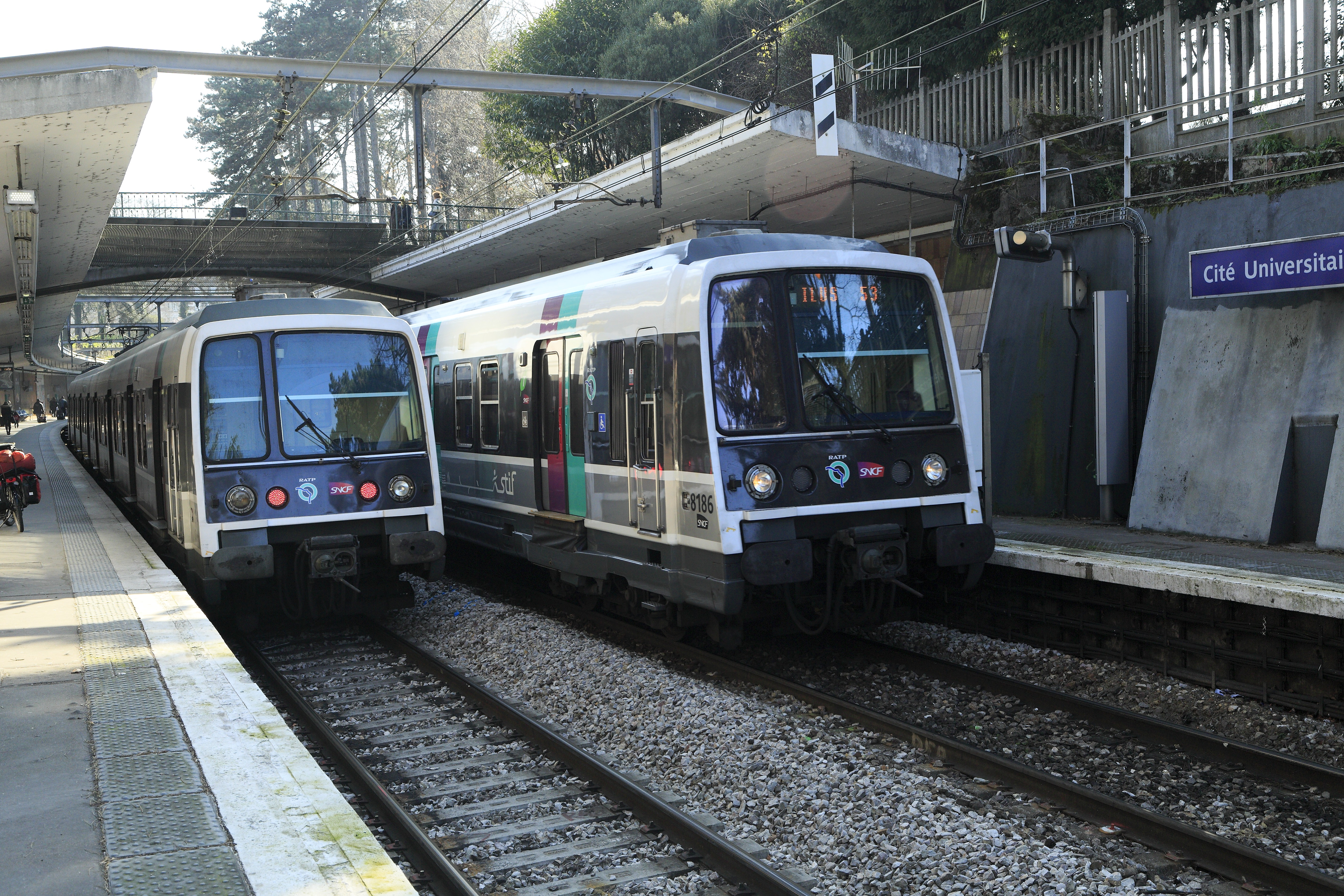
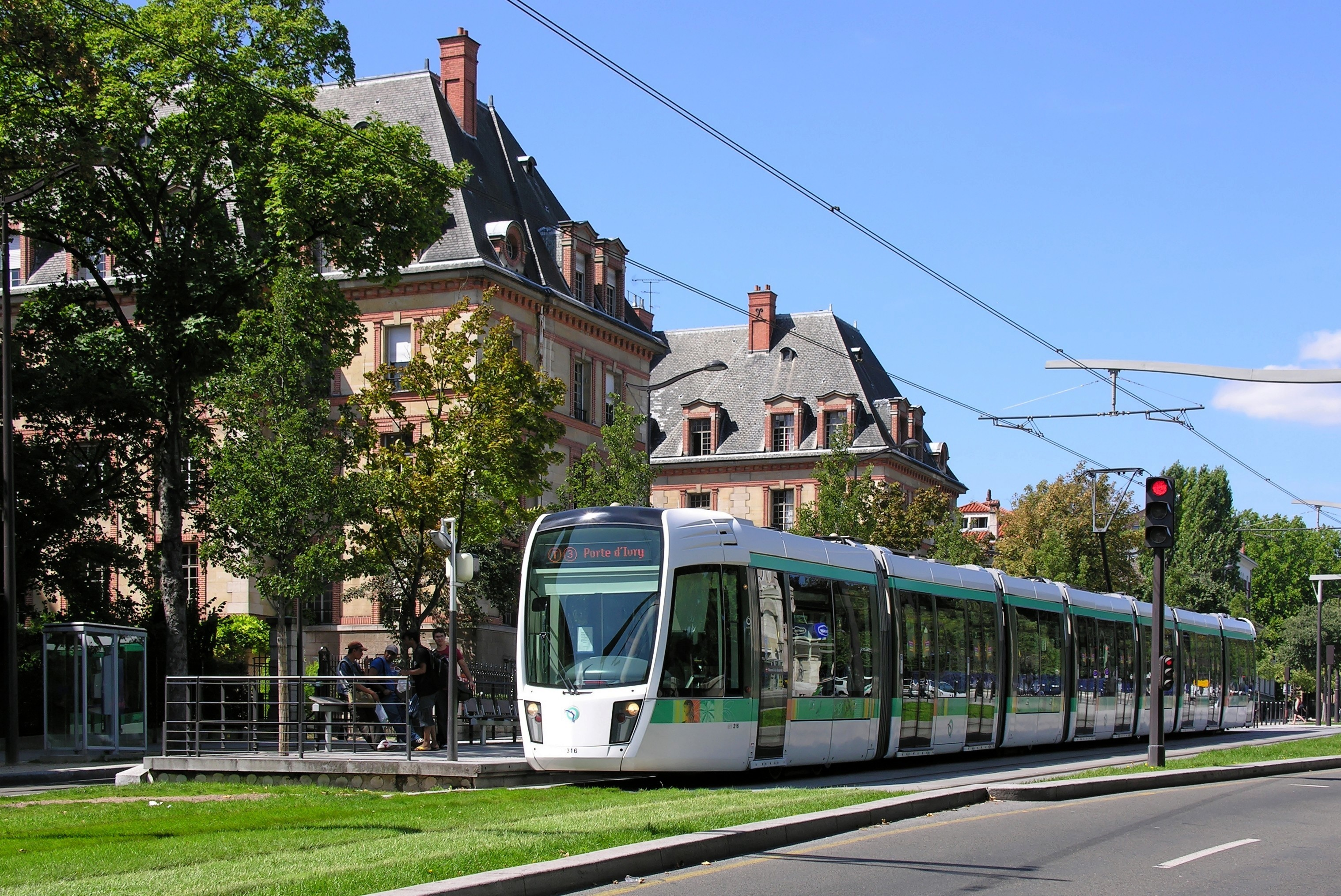
Az állomás közelében halad el a 3a járatszámú villamos

## Lásd még
- Franciaország vasútállomásainak listája
- A párizsi RER állomásainak listája